# Institut Valencià de la Joventut

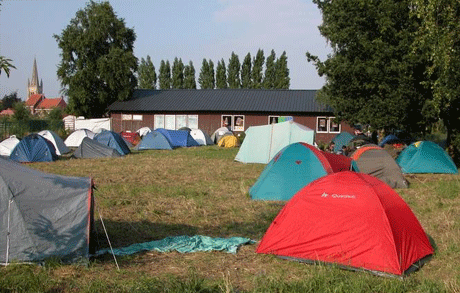
Campament

L'Institut Valencià de la Joventut o IVAJ és un organisme autònom de la Generalitat Valenciana amb personalitat jurídica pública, patrimoni i tresoreria propis, i autonomia de gestió adscrit a la conselleria competent en matèria de joventut i que té com a funció destacada el lideratge en l'impuls i la coordinació de les polítiques de joventut, tant en l'àmbit de la Generalitat Valenciana com en el conjunt d'agents intervinents al territori del País Valencià, fou creat per la Llei Valenciana sobre l'Institut Valencià de la Joventut en l'any 1989 i modificat posteriorment per la Llei de polítiques integrals de joventut de 2017.

## Antecedents
L'Estatut d'Autonomia de la Comunitat Valenciana, a l'article 31.25, confereix a la Generalitat Valenciana competències exclusives en matèria de joventut. L'any 1983 la Conselleria de Cultura, Educació i Ciència va rebre l'atribució de la gestió d'aquestes competències, aleshores, mitjançant la Direcció General de Joventut i Esports, i l'any 1987 de la Direcció General de la Joventut. La política juvenil a desplegar pels poders públics ha d'emmarcar-se en la promoció de la participació lliure i eficaç; de la joventut en el desplegament polític, social, econòmic i cultural, tal com estableix l'article 48 de la Constitució Espanyola i ha d'estar, per tant, formulada i aplicada de forma integral. La superació de les dificultats que la societat actual, amb les seues múltiples problemàtiques, ofereix per a la integració activa deIs joves valencians ha de constituir un objectiu prioritari de l'actuació de les institucions valencianes, amb el disseny d'una política integral de joventut. Els joves han de ser objecte i protagonistes directes de la política integral i, per tant, la seua participació en la vida col·lectiva ha de ser la finalitat primera d'aqueixa política de Joventut. Les prestacions de l'Administració als joves han de constituir una sèrie de serveis basats en les necessitats prioritàries de la joventut, i oberts a col·laborar amb les iniciatives socials disposades a afavorir el fet juvenil. La creixent complexitat i interdependència de la vida social determina que qualsevol assumpte o decisió afecta múltiples interessos. Els supòsits de coparticipació són cada vegada més nombrosos i, així, les tècniques de cooperació, col·laboració i coordinació interinstitucional adquireixen un paper molt destacat. Atenent aquestes necessitats, les Corts Valencianes, com a òrgan suprem de representació de la voluntat dels valencians, i en ús de les seues facultats legislatives va aprovar la Llei de Creació de l'lnstitut Valencià de la Joventut, per tal de garantir la realització d'una política juvenil de caràcter integral i, sobretot, per a assolir la màxima coordinació en l'actuació de les Administracions valencianes mentre que afecte qualsevol aspecte de la vida quotidiana dels jóvens.
Per la seua banda, la Llei 18/2010, de 30 de desembre, de joventut, refermava i reforçava el paper de l'associacionisme juvenil alhora que atorgava un nou paper a l'Institut Valencià de la Joventut, com a ens impulsor de les tasques de coordinació de l'execució de polítiques integrals en el si de la Generalitat Valenciana.
La Llei de polítiques integrals de joventut de 10 de novembre 2017 actualitza la regulació de l'IVAJ amb un text normatiu modern que té com a objectiu prioritari ajudar els jóvens a construir el seu projecte de vida i garantir la seua participació en la política pública.

## Recursos i serveis per a la joventut
La Xarxa Jove disposarà, almenys per al seu funcionament, dels recursos i serveis següents:

### Xarxa Valenciana d'Informació i Animació Juvenil[2]
La Xarxa Valenciana d'Informació i Animació Juvenil la integren aquells serveis promoguts a la Comunitat Valenciana per entitats sense ànim de lucre que tinguen per objecte desplegar serveis d'informació, formació, assessorament o orientació, especialment adreçats a joves en els seus processos d'emancipació, i que hagen sigut reconeguts i registrats per l'Institut Valencià de la Joventut.
L'Institut Valencià de la Joventut, en col·laboració amb la resta d'integrants de la Xarxa Valenciana d'Informació i Animació Juvenil, establirà una xarxa virtual d'informació juvenil que oferirà continguts i serveis de qualitat, en Internet i en les xarxes socials, a tota la joventut valenciana i als professionals de la joventut.

### Xarxa Valenciana d'Oci Educatiu[2][3]
La Xarxa Valenciana d'Oci Educatiu és el conjunt dels serveis i espais físics que serveixen per a la realització d'activitats d'oci educatiu, socials, culturals, esportives, mediambientals i de temps lliure que permeten el desenvolupament integral de la joventut i que eduquen en hàbits de participació i en valors de compromís i integració social.
Aquestes activitats les han de promoure entitats sense ànim de lucre o ajuntaments, i constituïxen una oferta estable i periòdica que ajuda els i les joves a desenvolupar-se com a persones. Els serveis i espais físics que integren aquesta xarxa han de ser reconeguts i registrats per l'Institut Valencià de la Joventut. Els requisits que han de complir les entitats titulars dels serveis i els espais es determinen reglamentàriament.
Els objectius de la Xarxa Valenciana d'Oci Educatiu són:
1. Reconèixer les activitats que ja es realitzen en l'àmbit del temps lliure, des del punt de vista de l'educació no formal.
2. Garantir la promoció de la infància i l'adolescència, l'interès superior del menor i la joventut en el seu desenvolupament integral, i també la prevenció, detecció i protecció davant circumstàncies i conductes de risc.
3. Impulsar i coordinar un àmbit de referència orientador, saludable i flexible per al desenvolupament integral de la infància, l'adolescència i la joventut.
4. Promoure la professionalització dels agents d'oci educatiu.
5. Fomentar l'educació en la participació.
6. Impulsar la intervenció amb persones joves en l'àmbit local.

L'Institut Valencià de la Joventut promou, amb la conselleria responsable d'educació, mesures transversals de connexió entre l'educació no formal i l'educació formal de joves i adolescents.
La Generalitat Valenciana, a través de l'Institut Valencià de la Joventut, manté una xarxa d'instal·lacions públiques la destinació prioritària de la qual és l'exercici d'activitats d'oci educatiu de caràcter cultural, social, lúdic, esportiu, mediambiental i inclusiu.

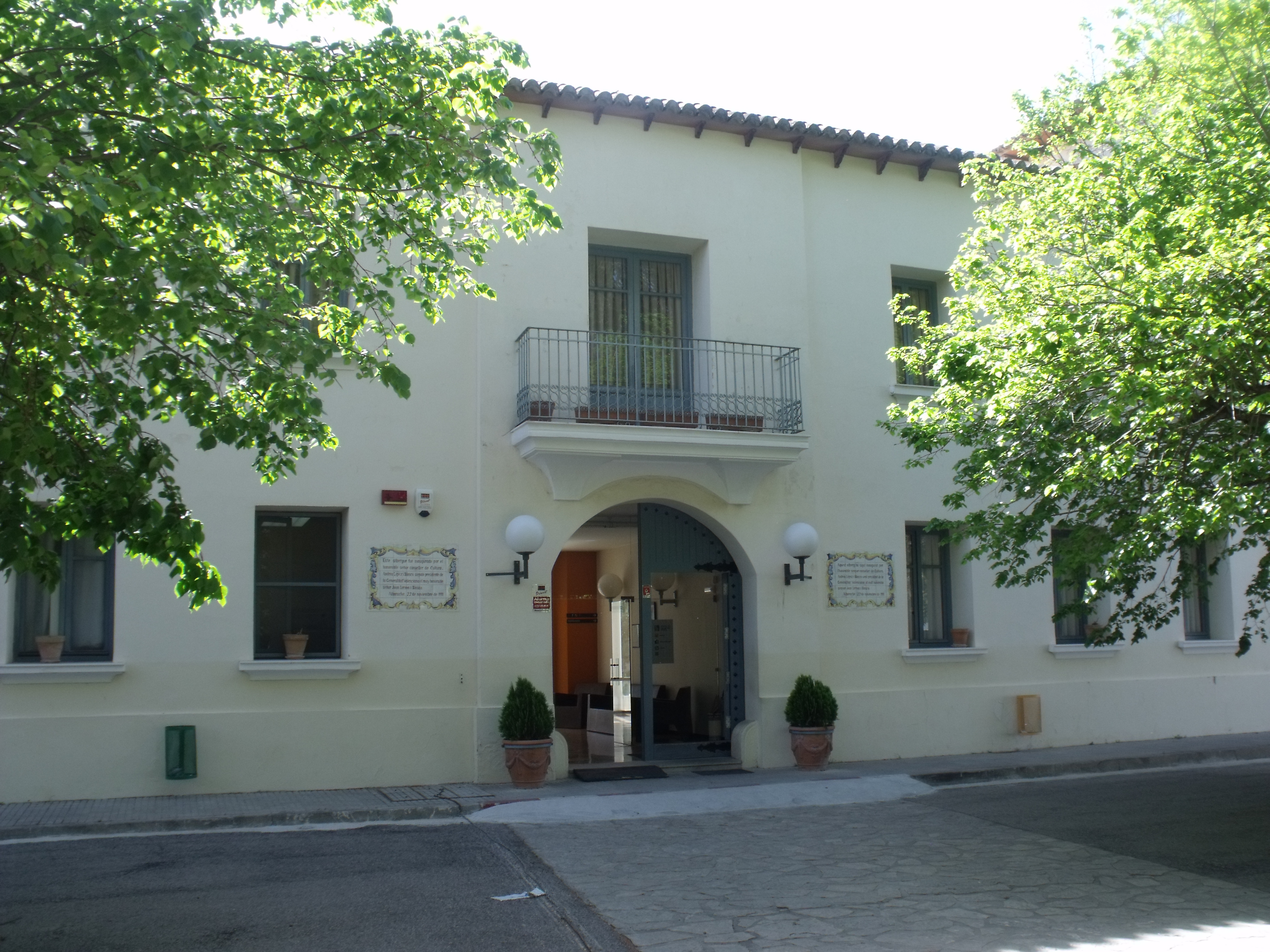
Alberg Juvenil Torre de Alborache

### Xarxa Valenciana d'Albergs Juvenils[2]
La Xarxa Valenciana d'Albergs Juvenils la formen els albergs juvenils de titularitat de l'Institut Valencià de la Joventut, i també tots els albergs juvenils de titularitat pública o privada que, amb el compliment previ dels requisits que estableix la llei i la normativa que la desplega, siguen reconeguts per l'IVAJ com a tals i estiguen inclosos a aquest efecte en el cens d'albergs juvenils estatal. La Xarxa Valenciana d'albergs juvenils forma part de l'oferta d'albergs del País Valencià.

### Escoles d'animació juvenil[2]
L'Institut Valencià de la Joventut, atén la formació d'animadors juvenils i de monitors de temps lliure i el reconeixement de les escoles de formació d'animadors juvenils en l'àmbit de la Comunitat Valenciana.

Totes les escoles d'animació juvenil participen i són consultades en matèria de formació en animació juvenil en el Fòrum d'Escoles d'Animació. 
L'Institut Valencià de la Joventut ha de presentar cada any una proposta de formació per a les persones responsables i professionals de joventut que ha d'incloure, almenys, una trobada anual, espais de debats i de reflexió conjunta i una oferta de cursos. Així mateix, ha de crear un espai de recollida i difusió de documentació sobre joventut.
Les persones que realitzen o hagen de realitzar activitats educatives de temps lliure, i també funcions de coordinació d'activitats de temps lliure i de direcció de centres de vacances, amb xiquets i joves, a la Comunitat Valenciana, hauran de disposar d'una formació i d'una acreditació adequades, d'acord amb la normativa vigent. L'IVAJ ha d'establir un sistema d'acreditació de les competències adquirides en el voluntariat juvenil.

### Carnet Jove i altres credencials[2]

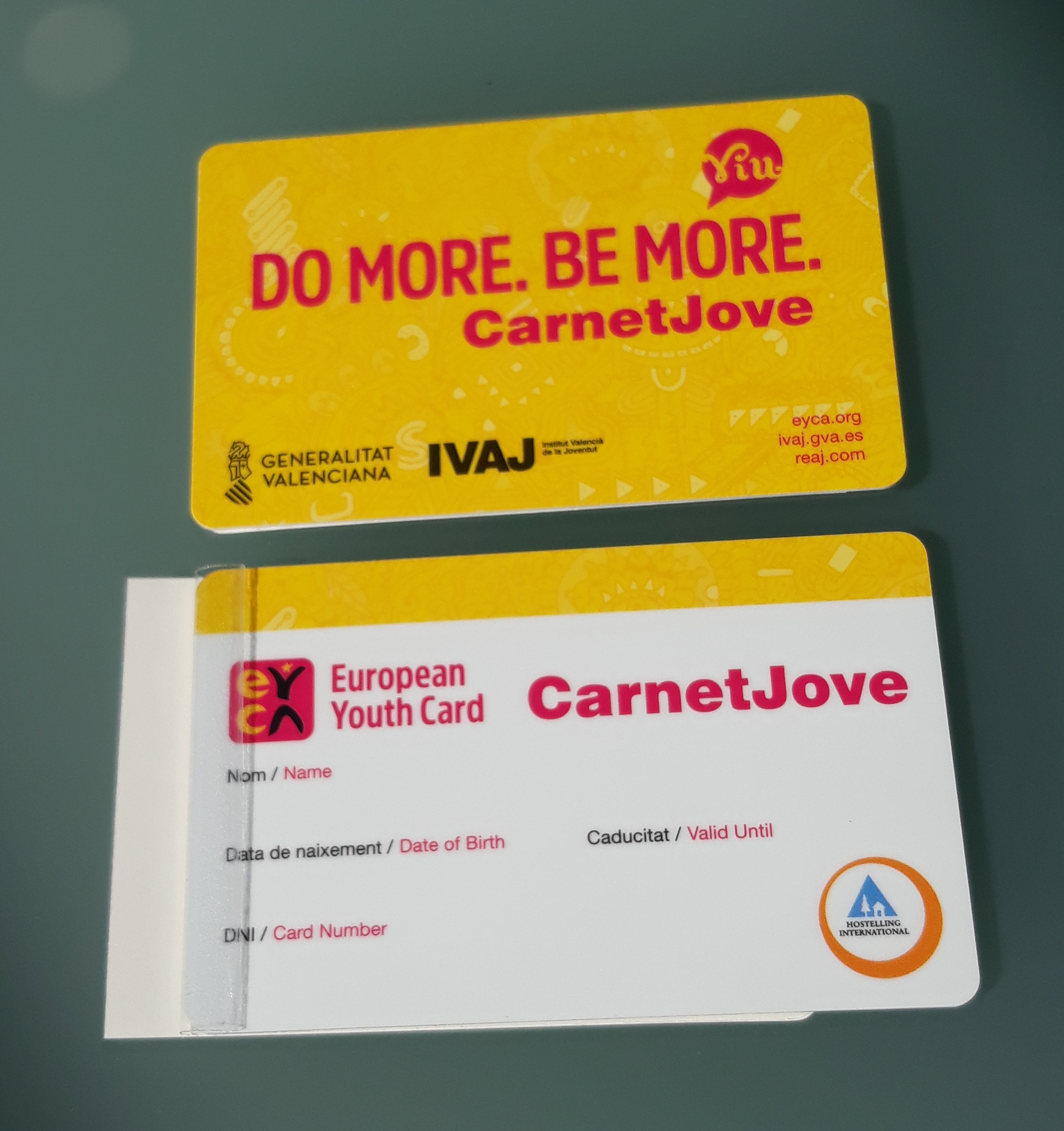
Carnet Jove de la Generalitat Valenciana

L'IVAJ ha de potenciar programes destinats a promoure i facilitar l'accés de la població juvenil a serveis i productes de caràcter cultural, esportiu, recreatiu, de consum, de transport i semblants, amb la intermediació i, si escau, la concessió de determinats avantatges econòmics mitjançant l'expedició del Carnet Jove i altres credencials. També ha d'oferir productes de mobilitat juvenil que s'adeqüen als recursos econòmics de les persones joves, que faciliten el coneixement de la història, el territori i el patrimoni valencians, i que augmenten també les seues possibilitats de conèixer altres persones i realitats, tant en l'àmbit estatal com europeu o mundial. L'emissió i la gestió dels carnets corresponen a l'Institut Valencià de la Joventut, que ho portar-les a terme directament o a través d'entitats públiques o privades.

### Servei d'Assessorament i Recursos Tècnics per a Municipis[2]
L'IVAJ ofereix als municipis assessorament perquè puguen elaborar i portar endavant els seus plans locals de joventut, i proposarà recursos tècnics per a dur a terme, coordinadament, activitats i campanyes de sensibilització. Al mateix temps, establirà un sistema d'ajudes i subvencions per a donar suport a aquestes iniciatives.

## Històric de càrrecs
|             | Director General          | Secretari General              | Conselleria adscrita                           |
| 1989 - 1995 | Joan Calabuig Rull        | Joan Ignasi Pla i Durà         |                                                |
| 1996 - 1999 | Chimo Lanuza Ortuño       |                                |                                                |
| 1999 - 2003 | Carlos Mazón Guixot       | Elvira Suanzes Fernández       |                                                |
| 2003 - 2007 | Marcos Alós Cía           |                                |                                                |
| 2007 - 2011 | Adrián Ballester Espinosa | Belén Hoyo Juliá               |                                                |
| 2011 - 2015 | Marcos Sanchis Fernández  | Juan Carlos Caballero Montañés |                                                |
| 2015 -      |                           | Jesús Martí Nadal              | Conselleria d'Igualtat i Polítiques Inclusives |